# Simensentoppen
Simensentoppen är en bergstopp i Antarktis. Den ligger i Östantarktis. Norge gör anspråk på området. Toppen på Simensentoppen är 1 699 meter över havet, eller 384 meter över den omgivande terrängen. Bredden vid basen är 5,1 km.
Terrängen runt Simensentoppen är platt söderut, men norrut är den kuperad. Trakten är obefolkad. Det finns inga samhällen i närheten. 